# Confederació dels Sindicats Lliures d'Angola
La Confederació dels Sindicats Lliures d'Angola (portuguès Confederação dos Sindicatos Livres de Angola, CSLA) era una organització sindical angolesa a l'exili. La CSLA va ser impulsada per MDIA, un petit moviment pacifista bakongo, el setembre de 1962. La CSLA va insistir a utilitzar mètodes de lluita no violents. En 1964 la CSLA es va unir a la Unió Nacional dels Treballadors d'Angola, formant un cos conjunt coordinat, Comitè d'Unitat d'Acció i Coordinació Sindical d'Angola (CUACSA). La CSLA va treballar en contacte amb les campanyes organitzades per Nto-Bako i amb el MDIA, i va demanar que els refugiats angolesos tornessin a casa. El 1964 CSLA va afirmar que havien organitzat el retorn de 4.000 treballadors angolesos per construir l'organització CSLA a l'interior del país.
En juliol de 1966 la CSLA va deixar la CUACSA.
En 1968 la CSLA afirmava tenir 37,926 membres, però de fet l'organització tenia una existència marginal.